# Listă de sculptori sloveni
Aceasta este o listă de sculptori sloveni.

## A
- Jožef Ajlec

## B
- Jože Barši
- Stojan Batič
- Mirsad Begić
- Franc Berneker
- Martin Bizjak
- Janez Boljka
- Jakov Brdar
- Karla Bulovec-Mrak

## C
- Ciril Cesar

## Č
- Dragica Čadež
- Peter Černe

## D
- Tone Demšar
- Milena Dolgan
- Lojze Dolinar
- Stane Dremelj

## F
- Anton Flego
- Metod Frlic

## G
- Alojzij Gangl
- Dušan Gerlica
- Viktor Gojkovič
- Jože Gorjup
- France Gorše

## H
- Drago Hrvacki

## I
- Anton Ivšek

## J
- Stane Jarm

## K
- Boris Kalin
- Zdenko Kalin
- Boštjan Kavčič
- Jiři Kočica
- Alojzij Kogovšek
- Marjan Keršič

## L
- Tone Lapajne
- Zmago Lenardič
- Janez Lenassi
- Dušan Lipovec
- Anton Logonder
- Erik Lovko

## M
- Roman Makše
- Jaka Mihelič

## N
- Ivan Napotnik
- Negovan Nemec

## O
- Elza Obereigner
- Valentin Oman

## P
- Ivan Pengov
- Janez Pirnat
- Marko Pogačnik
- Silvije Popovič
- Karel Putrih
- Tobias Putrih

## R
- Alojzij Repič
- France Rotar
- Franc Rotman
- Zlato Rudolf

## S
- Jakob Savinšek
- Anton Sever
- Frančišek Smerdu
- Mojca Smerdu
- Sašo Stevović
- Tone Svetina
- Anja Šmajdek

## Š
- Vladimir Štoviček
- Tin Švagelj

## T
- Slavko Tihec
- Urša Toman Drinovec
- Drago Tršar
- Dušan Tršar

## U
- Izidor Urbančič
- Josip Urbanija

## V
- Franko Vecchiet
- Alenka Viceljo
- Lujo Vodopivec
- Milan Vojsk
- Janez Vurnik
- Janez Vurnik starejši

## Z
- Franc Ksaver Zajec
- Ivan Zajec
- Josip Zajec
- Valentin Zajec
- Franc Zamelik
- Karel Zelenko
- Alojz Zoratti
- Janez Zorko
- Vlasta Zorko

## Ž
- Vasja Žbona